# Stephen Nedoroscik
Stephen Nedoroscik (Worcester, 28 de octubre de 1998) es un deportista estadounidense que compite en gimnasia artística.
Participó en los Juegos Olímpicos de París 2024, obteniendo dos medallas de bronce, en la prueba de caballo con arcos y por equipos (junto con Asher Hong, Paul Juda, Brody Malone y Frederick Richard).
Ganó una medalla de oro en el Campeonato Mundial de Gimnasia Artística de 2021, en la prueba de caballo con arcos. En los Juegos Panamericanos de 2023 obtuvo una medalla de oro en la prueba por equipo.

## Palmarés internacional
| Juegos Olímpicos     | Juegos Olímpicos   | Juegos Olímpicos  | Juegos Olímpicos     |
| Año                  | Lugar              | Medalla           | Prueba               |
| -------------------- | ------------------ | ----------------- | -------------------- |
| 2024                 | París (Francia)    | Medalla de bronce | Caballo con arcos    |
| 2024                 | París (Francia)    | Medalla de bronce | Concurso por equipos |
| Campeonato Mundial   |                    |                   |                      |
| Año                  | Lugar              | Medalla           | Prueba               |
| 2021                 | Kitakyushu (Japón) | Medalla de oro    | Caballo con arcos    |
| Juegos Panamericanos |                    |                   |                      |
| Año                  | Lugar              | Medalla           | Prueba               |
| 2023                 | Santiago (Chile)   | Medalla de oro    | Concurso por equipos |